# Withandje
Het withandje (Aulonia albimana) is een spinnensoort in de taxonomische indeling van de wolfspinnen (Lycosidae).
Het dier behoort tot het geslacht Aulonia. De wetenschappelijke naam van de soort werd voor het eerst geldig gepubliceerd in 1805 door Charles Athanase Walckenaer.
De spin is 4 tot 4,5 mm groot.
Het withandje is zeer zeldzaam in Vlaanderen en werd er enkel waargenomen in Limburg. Het komt voor in natte, voedselarme graslanden op een kalkbodem.